# Fjodor Ivanovics Saljapin

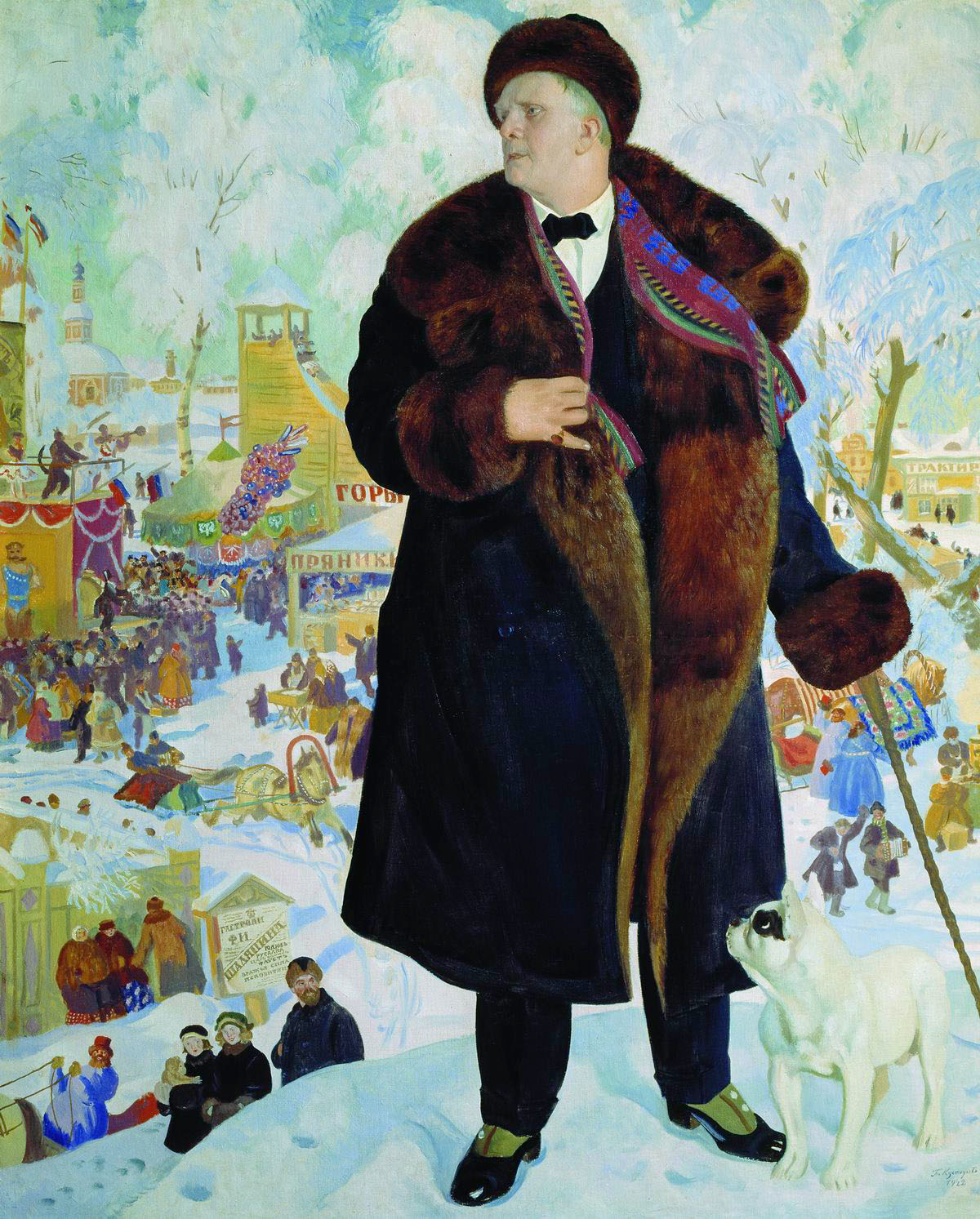
Saljapin szecessziós stílusú portréja Kusztogyijev festményén (1921)

Fjodor Ivanovics Saljapin (oroszul: Фёдор Иванович Шаляпин), (Kazany, 1873. február 13. – Párizs, 1938. április 12.) orosz operaénekes, basszista, a zenetörténet óriási kisugárzású, meghatározó alakja, az első világsztárok egyike.

## Élete
Szegény parasztcsaládba született. Cipész-, aztán asztalosinas volt. A hangjára egy templomi kórusban figyeltek fel. Később kórustag lett a baskíriai Ufában, az ottani Operában. Itt egy alkalommal be kellett ugrania egy megbetegedett szereplő helyett, és sikeresen helytállt.
Egy vándorló társulat ezután leszerződtette. Tbilisziben egy jó nevű énektanár a tanítványai közé fogadta.
1893-ban Moszkvában, 1895-ben már Szentpétervárott lépett fel. Az orosz kultúra centrumaiban megismerkedett a kor kiemelkedő művészeivel, így többek között Tolsztojjal, Rahmanyinovval, Gorkijjal is.

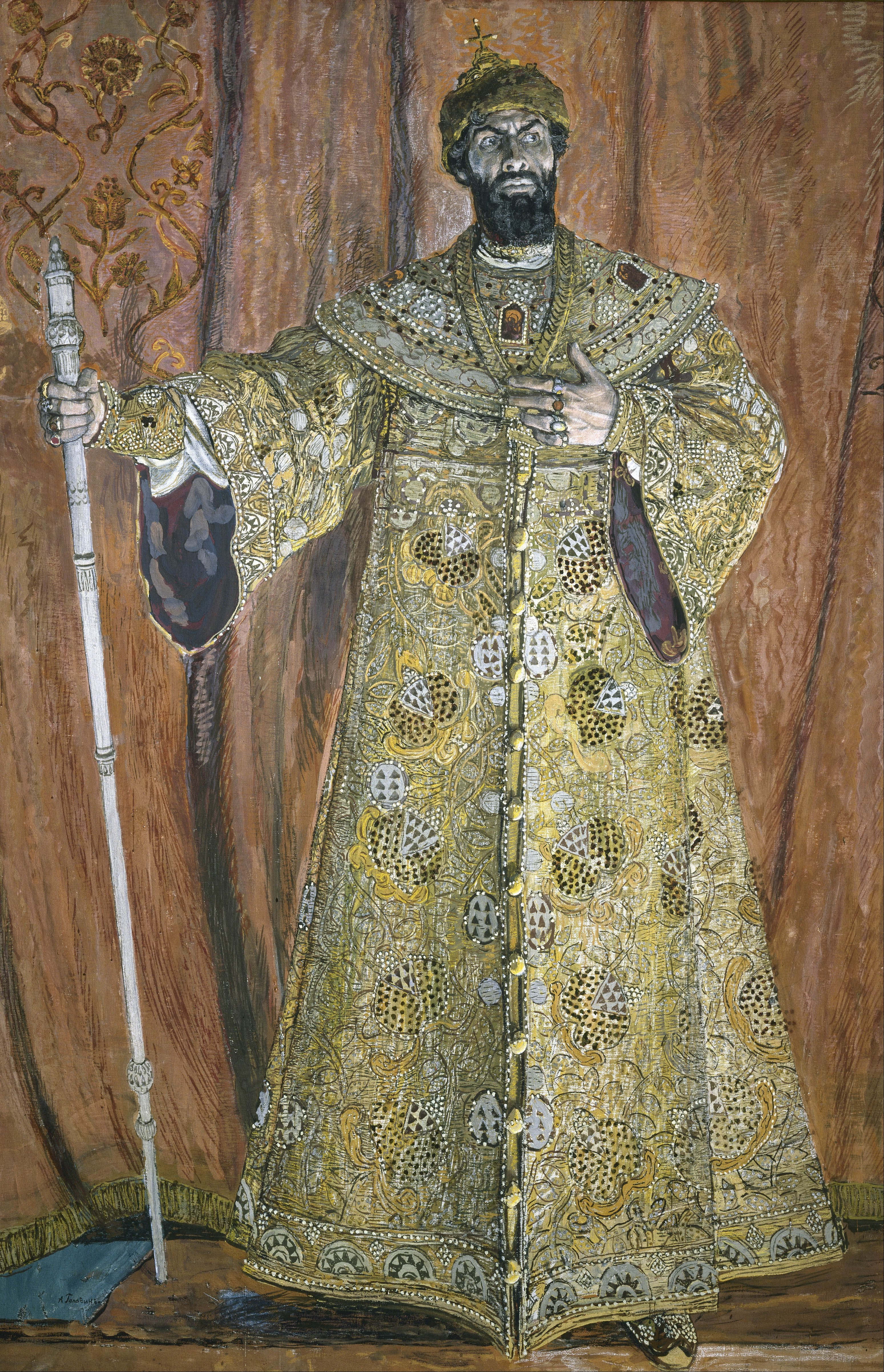
Alekszander Golovin: Borisz Godunov

A híres mecénás, Szavva Mamontov 1896-ban a Moszkvai Magánoperájába szerződtette. Itt négy szezonon át énekelt, és itt bontakozott ki igazán.
Meglehetősen gyorsan nemzetközileg is ismertté vált. 1901-ben a milánói Scalában énekelt Enrico Caruso mellett, Arturo Toscanini irányításával. Toscanini az addigi legnagyobb tehetséget ismerte fel benne.
Párizsban, Londonban, New Yorkban, majd Ausztráliában is megismerték, és mindenütt ünnepelték. Amerikában a repertoárját főleg orosz művekből állította össze, és kis füzetekben a nézők kezébe adták a darabok angol fordítását. Saljapin a számok előtt azokat egyenként felkonferálta.
1922-től nem tért haza. Franciaországban telepedett le, de nem mondott le az állampolgárságáról. Színpadon életében utoljára a Borisz Godunovot énekelte, 1937-ben, Monte Carlóban.
Párizsban halt meg leukémiában. Hamvait a szovjet-francia diplomáciai kapcsolatok felvételének hatvanadik évfordulóján, 1984-ben a novogyevicsi temetőbe szállították és örök nyugalomra helyezték.

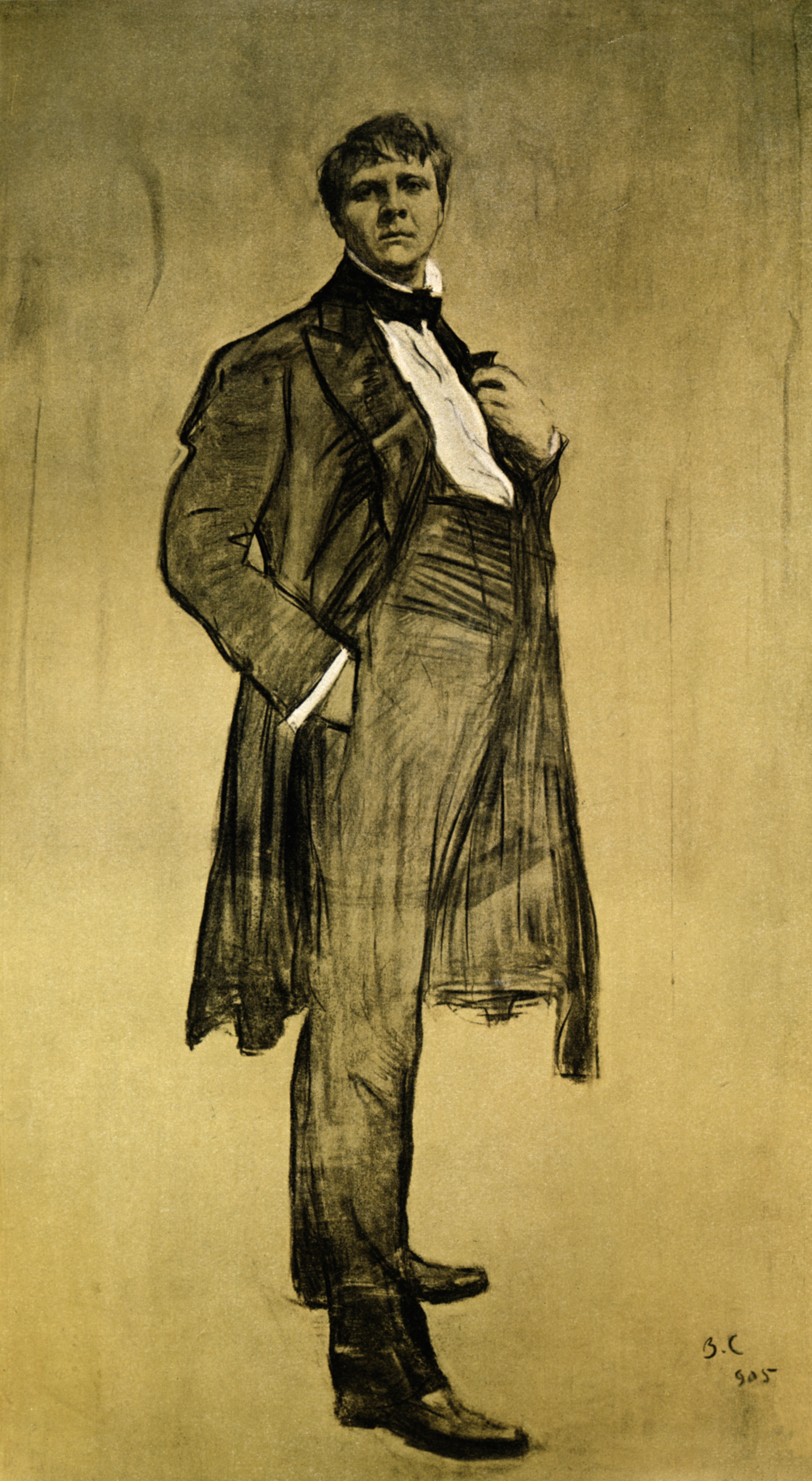
Szerov rajza

A volgai hajóvontatók dala (Zúg a Volga):

## Jelentősége
Gorkij szerint Saljapin az orosz művészetben olyan meghatározó súlyú alkotó volt, mint Puskin.
Kivételes hangi adottságai mellett erőteljes előadóképesség jellemezte, és még a megjelenésével (két méter magas volt) is uralta a színpadot.
A klasszikus orosz operahősök (Igor herceg, Borisz Godunov, Rettegett Iván, Ivan Szuszanyin) megformálását őrizte meg leginkább az emlékezet (és a hangfelvételek), bár elénekelte az operairodalom szinte valamennyi híres basszus-szerepét.
Elénekelt sok orosz népdalt is.
Egy 1932-ben három nyelven leforgatott Don Quijote-film mindhárom változatának címszereplője volt.

## Magyarul
- Ifjúságom; ford. Galsai Pongrác, G. Polgár Mária, bev., utószó Albert István; Zeneműkiadó, Bp., 1960